# Malabrigo
Malabrigo, également appelée officieusement Puerto Chicama, est un port et une petite ville côtière du nord-ouest du Pérou, située dans le département de La Libertad, à environ 70 kilomètres au nord de la ville de Trujillo.
La ville abrite la « vague de Chicama », la première et la seule vague légalement protégée au monde, ainsi que la plus longue vague déferlante au monde. Cette vague fait de Malabrigo un spot de surf apprécié.

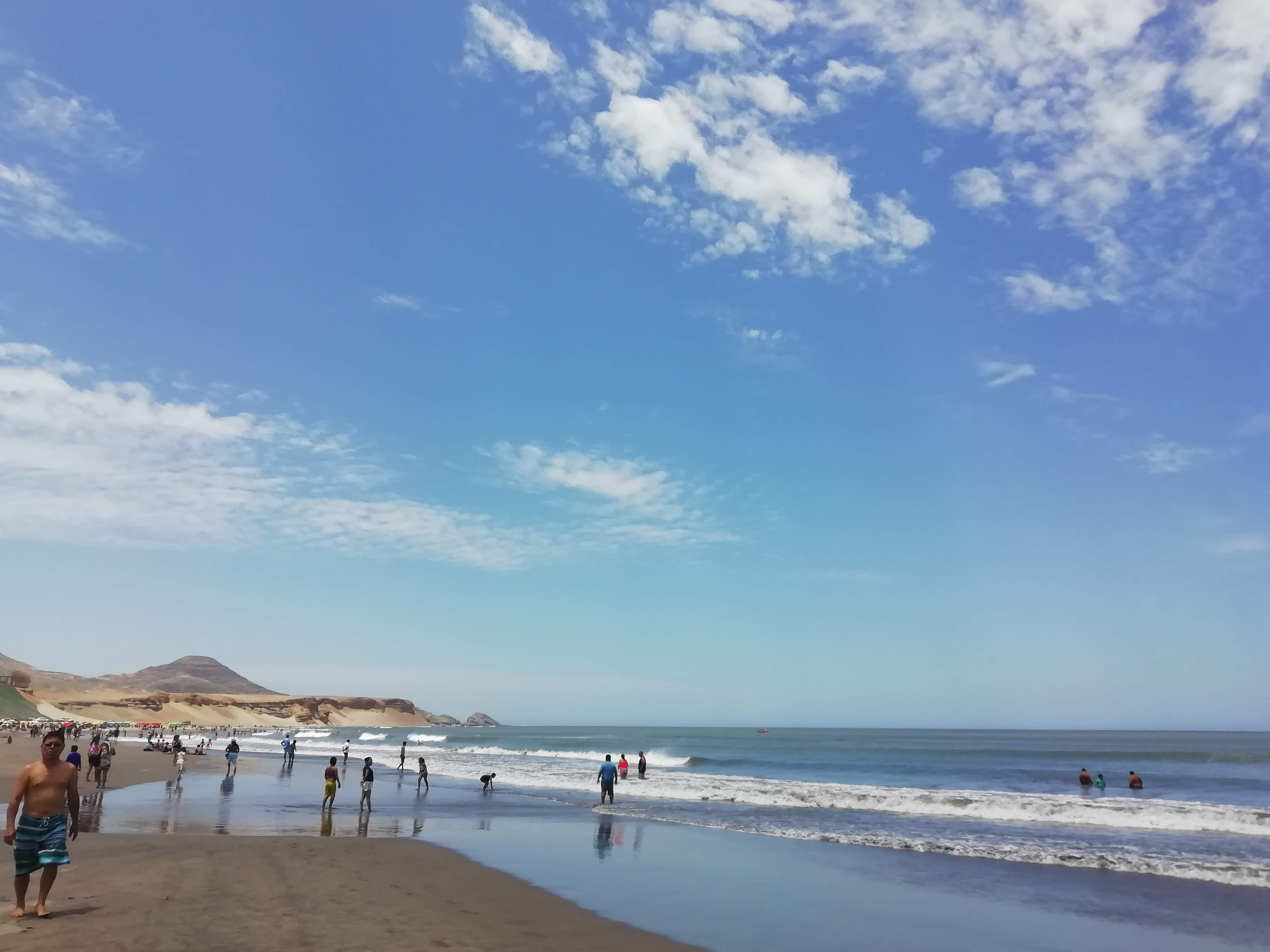
La plage de Malabrigo.